# Yucca constricta
Yucca constricta (englischer Trivialname: Buckley Yucca) ist eine Pflanzenart der Gattung der Palmlilien (Yucca) in der Familie der Spargelgewächse (Asparagaceae).

## Beschreibung
Yucca constricta wächst solitär, stammlos oder mit Stämmen von 0,5 bis 1 Meter Höhe, oder gruppenbildend. Die flexiblen, grasartigen, biegsamen, fein faserigen, grünen bis blaugrünen Laubblätter sind 20 bis 50 cm lang und bis 1,5 cm breit.
Der in den Blättern beginnende, verzweigte Blütenstand ragt weit über die Blätter hinaus, wird bis 3 Meter hoch und bietet während der Blütezeit einen imposanten Anblick. Die röhrenförmigen Blüten weisen eine Länge von 2,5 bis 4 cm und einen Durchmesser von 1,5 bis 2 cm auf. Die sechs gleichgestaltigen Blütenhüllblätter sind weiß bis cremefarben. Die Blütezeit ist im Mai.

## Vorkommen
Yucca constricta ist in Texas endemisch in der Chihuahua-Wüste vom südöstlichen Edwards Plateau südwärts in Richtung Golf von Mexiko in Ebenen und auf flachen steinigen Hügeln in Höhenlagen zwischen 280 und 1230 Metern verbreitet. Diese Art wächst oft vergesellschaftet mit verschiedenen Kakteenarten.
Yucca constricta  ist in Mitteleuropa mit Schutz in den Wintermonaten frosthart bis minus 18 °C. Sie ist in Sammlungen selten.

## Systematik
Diese Art ist mit Yucca campestris nahe verwandt und beide zeigen teilweise morphologische Ähnlichkeiten mit den Ostküstenvertretern der Serie Filamentosae Yucca filamentosa und Yucca flaccida. Er ist ein Vertreter der Sektion Chaenocarpa Serie Glaucae.
Die Erstbeschreibung durch Samuel Botsford Buckley ist 1863 veröffentlicht worden.

## Bilder
Yucca constricta:

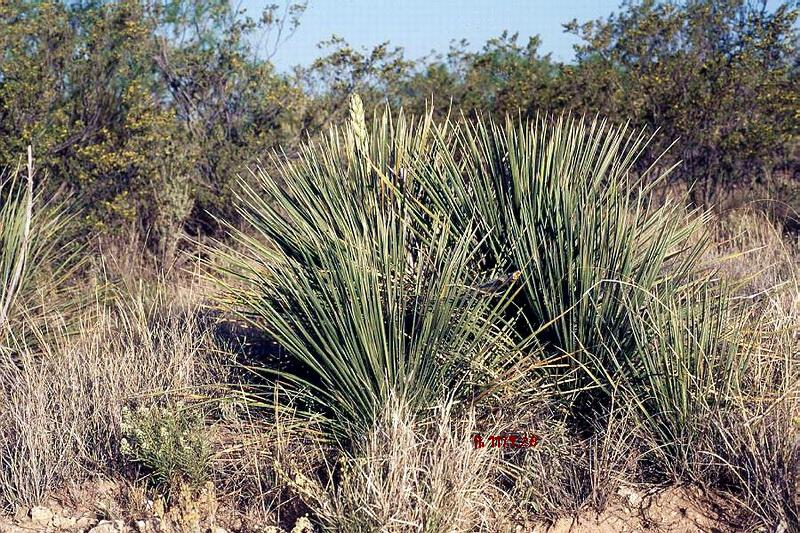
Mit Ansatz eines Blütenstandes in Texas
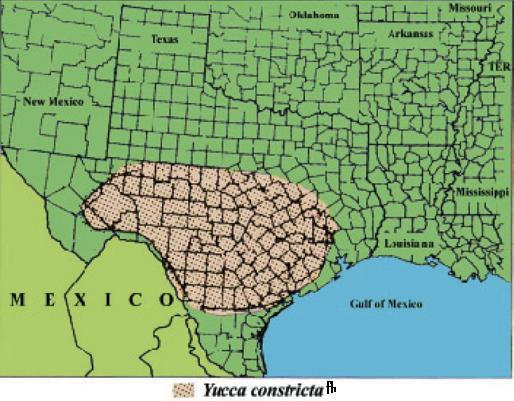
Verbreitungsgebiet